# Gymnosporia addat
Gymnosporia addat är en benvedsväxtart som beskrevs av Ludwig Eduard Theodor Loesener. Gymnosporia addat ingår i släktet Gymnosporia och familjen Celastraceae. Inga underarter finns listade.